# تنوآزونیک اسید
تنوآزونیک اسید (به انگلیسی: Tenuazonic acid) با فرمول شیمیایی C۱۰H۱۵NO۳ یک ترکیب شیمیایی با شناسه پاب‌کم ۱۰۱۹۴۹ است. که جرم مولی آن ۱۹۷٫۲۳۱ g/mol می‌باشد. 